# Lepidotrichilia volkensii
Lepidotrichilia volkensii là một loài thực vật có hoa trong họ Meliaceae. Loài này được (Gürke) J.-F.Leroy mô tả khoa học đầu tiên năm 1963.